# Сидоренко Наталія Миколаївна
Сидоренко Наталія Миколаївна (29 жовтня 1958, Ірпінь, Київська область) — українська філологиня, докторка філологічних наук, професорка Київського національного університету імені Тараса Шевченка.

## Професійна діяльність
Закінчила факультет журналістики (1980), аспірантуру (1984), докторантуру (2000) Київського університету імені Тараса Шевченка. Захистила кандидатську дисертацію на тему «Естетичні засади публіцистичної творчості» (1985), докторську дисертацію на тему «Українська таборова преса першої половини ХХ століття: проблеми національно-духовного самоствердження» (2000).
Працює у Київському національному університеті імені Тараса Шевченка: стажистка-дослідниця катедри радіомовлення і телебачення (1980—1981), асистентка (1984—1992), доцентка (1992—2000), професорка катедри історії літератури та журналістики (2000—2003), завідувачка катедри історії журналістики (з 2003 р.).
Член Національної спілки журналістів України (з 1983 р.). Головна редакторка фахових видань «Образ» і «Журналістика» (соціальні комунікації).

## Сфера наукових інтересів
Серед наукових інтересів Наталії Сидоренко — історія української преси ХХ століття (в Україні та за її межами); міжнаціональні стосунки і засоби масової комунікації; історія жіночого руху, жіночі постаті в українській культурі, жіноча преса; ґендерні стереотипи в сучасних мас-медіа; преса для дітей; розселення українців у світі, їхні духовно-комунікаційні витоки. Досліджує діяльність українських громад, формування комунікаційних зв'язків і функціонування української преси в таких країнах, як: Польща, Чехія, Єгипет, Румунія, Італія, Велика Британія, США, Канада, Китай, Австралія.
Виконавча директорка громадської організації «Дослідницький центр історії української преси».

## Нагороди
Нагороджена знаком «За наукові досягнення» МОН України (2007), лавреатка Міжнародної літературної премії імені Григорія Сковороди (2011).

## Наукові праці
Має близько 500 праць, серед яких 20 монографій, покажч., збірн., 3 навч. посіб., зокрема:
- Періодичні видання Києва (1835—1917) (у співавт.). К., 2011, у 4 т.;
- Реклама — рушій розквіту (у співавт.). К., 2010;
- Потужна сила рідного слова. Полтава, 2005;
- Національно-духовне самоствердження: у 3 кн. К., 2000;
- «Задротяне» життя українських часописів на чужині (1919—1924). К., 2000;
- Журналістська «планета Ді-Пі» (у співавт.). К., 2000;
- Матеріали з історії національної журналістики Східної України початку ХХ ст. (у співавт.) К., 2001;
- Українська періодика в Італії. К., 1997;
- Періодичні видання Катеринославської губернії (1838—1917) (у співавт.). Львів; К., 1995;
- Періодичні видання Полтавської губернії (1838—1917) (у співавт.). Львів; К., 1996;
- Періодичні видання Подільської губернії (1838—1917) (у співавт.). Львів; К., 1999;
- Жіноча доля на тлі доби: літопис жіночого руху у світлі українських видань (у співавт.). К., 1999;
- Сучасна жіноча преса в Україні (у співавт.). К., 1998;
- Зв'язки з громадськістю: як їх встановлювати і підтримувати? (у співавт.). К., 1998;
- Ґендерні ресурси сучасних мас-медіа (у співавт.). К., 2012;
- Історія української журналістики: особистості ХІХ–ХХ століть. К., 2012;
- Історія української журналістики: становлення та розвиток рекламно-довідкової преси на території Східної України (ХІХ — початок ХХ ст. (у співавт.) К., 2010.